# Сен-Базиль-де-Мессак
Сен-Бази́ль-де-Месса́к (фр. Saint-Bazile-de-Meyssac, окс. Sent Mauvire) — коммуна во Франции, находится в регионе Лимузен. Департамент — Коррез. Входит в состав кантона Мессак. Округ коммуны — Брив-ла-Гайярд.
Код INSEE коммуны — 19184.
Коммуна расположена приблизительно в 430 км к югу от Парижа, в 100 км юго-восточнее Лиможа, в 25 км к югу от Тюля.

## История
Во время Великой французской революции название коммуны было изменено на Кот-Монтаньярд (фр. Côte-Montagnarde).

## Население
Население коммуны на 2008 год составляло 157 человек.
| 1962 | 1968 | 1975 | 1982 | 1990 | 1999 | 2008 |
| ---- | ---- | ---- | ---- | ---- | ---- | ---- |
| 176  | 191  | 168  | 148  | 140  | 151  | 157  |

## Экономика

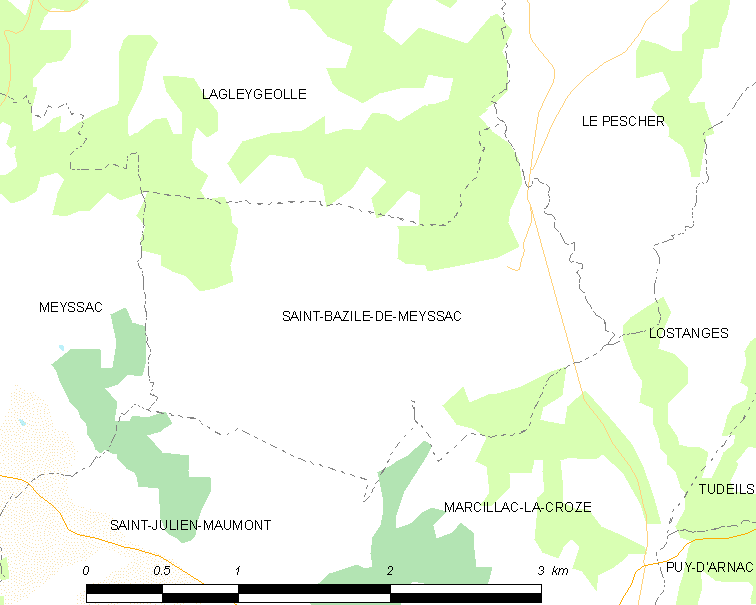
Карта коммуны

В 2007 году среди 79 человек в трудоспособном возрасте (15-64 лет) 63 были экономически активными, 16 — неактивными (показатель активности — 79,7 %, в 1999 году было 63,9 %). Из 63 активных работали 57 человек (35 мужчин и 22 женщины), безработных было 6 (2 мужчин и 4 женщины). Среди 16 неактивных 6 человек были учениками или студентами, 4 — пенсионерами, 6 были неактивными по другим причинам.